# 황제딱따구리
황제딱따구리(Campephilus imperialis)는 근대에 살던 딱따구리중 가장 큰 종으로, 최대 몸길이는 60센티미터에 달한다. 원산지는 멕시코이며, 크기에서 흰부리딱따구리가 이들을 따른다. 많은 조류학자들은 이들이 멸종한 것으로 여기고 있으며, 생존에 대한 희망 때문에 멸종위기종에 올라와 있기는 하다. 남획과 서식지 파괴 때문에 수가 많이 줄었으며, 흰부리딱따구리와 같은 희귀한 종과는 달리 살아있는 개체의 사진은 존재하지 않지만 영상 하나는 있다. 박제된 표본 120개만이 남아있을 뿐이다.

## 같이 보기
- 흰부리딱따구리